# Squadra di Hong Kong di Fed Cup
La squadra di Hong Kong di Fed Cup rappresenta Hong Kong nella Fed Cup, ed è posta sotto l'egida della Hong Kong Tennis Association.
Essa esordì in Fed Cup nel 1981, e ad oggi il suo miglior risultato sono i sedicesimi di finale raggiunti nel 1982 e nel 1990. Attualmente è inclusa nel gruppo II della zona Asia/Oceania.

## Risultati
| = Incontro del Gruppo Mondiale |

### 2010-2019
| Anno | Turno                                    | Data        | Sede               | Avversario    | Punteggio | Esito     |
| ---- | ---------------------------------------- | ----------- | ------------------ | ------------- | --------- | --------- |
| 2010 | Gruppo II, Fase a gironi                 | 3 febbraio  | Kuala Lumpur (MAS) | Siria         | 3 – 0     | Vittoria  |
| 2010 | Gruppo II, Fase a gironi                 | 4 febbraio  | Kuala Lumpur (MAS) | Filippine     | 3 – 0     | Vittoria  |
| 2010 | Gruppo II, Fase a gironi                 | 5 febbraio  | Kuala Lumpur (MAS) | Kirghizistan  | 1 – 2     | Sconfitta |
| 2010 | Gruppo II, Playoff 3º-4º posto           | 6 febbraio  | Kuala Lumpur (MAS) | Malaysia      | 2 – 1     | Vittoria  |
| 2011 | Gruppo II, Fase a gironi                 | 2 febbraio  | Nonthaburi (THA)   | Turkmenistan  | 3 – 0     | Vittoria  |
| 2011 | Gruppo II, Fase a gironi                 | 3 febbraio  | Nonthaburi (THA)   | Singapore     | 3 – 0     | Vittoria  |
| 2011 | Gruppo II, Fase a gironi                 | 4 febbraio  | Nonthaburi (THA)   | Oman          | 3 – 0     | Vittoria  |
| 2011 | Gruppo II, Playoff promozione            | 5 febbraio  | Nonthaburi (THA)   | Indonesia     | 1 – 2     | Sconfitta |
| 2012 | Gruppo I, Fase a gironi                  | 31 gennaio  | Shenzhen (CHN)     | Sri Lanka     | 3 – 0     | Vittoria  |
| 2012 | Gruppo I, Fase a gironi                  | 1º febbraio | Shenzhen (CHN)     | Pakistan      | 3 – 0     | Vittoria  |
| 2012 | Gruppo I, Fase a gironi                  | 2 febbraio  | Shenzhen (CHN)     | Singapore     | 3 – 0     | Vittoria  |
| 2012 | Gruppo I, Fase a gironi                  | 3 febbraio  | Shenzhen (CHN)     | Kirghizistan  | 2 – 1     | Vittoria  |
| 2012 | Gruppo I, Playoff promozione             | 4 febbraio  | Shenzhen (CHN)     | India         | 1 – 2     | Sconfitta |
| 2013 | Gruppo I, Fase a gironi                  | 4 febbraio  | Astana (KAZ)       | Turkmenistan  | 3 – 0     | Vittoria  |
| 2013 | Gruppo I, Fase a gironi                  | 5 febbraio  | Astana (KAZ)       | Singapore     | 3 – 0     | Vittoria  |
| 2013 | Gruppo I, Fase a gironi                  | 6 febbraio  | Astana (KAZ)       | Nuova Zelanda | 2 – 1     | Vittoria  |
| 2013 | Gruppo I, Fase a gironi                  | 7 febbraio  | Astana (KAZ)       | Vietnam       | 3 – 0     | Vittoria  |
| 2013 | Gruppo II, Playoff promozione            | 9 febbraio  | Astana (KAZ)       | Indonesia     | 0 – 2     | Sconfitta |
| 2014 | Gruppo II, Fase a gironi                 | 5 febbraio  | Astana (KAZ)       | Vietnam       | 3 – 0     | Vittoria  |
| 2014 | Gruppo II, Fase a gironi                 | 6 febbraio  | Astana (KAZ)       | Malaysia      | 3 – 0     | Vittoria  |
| 2014 | Gruppo II, Playoff promozione Semifinale | 7 febbraio  | Astana (KAZ)       | India         | 2 – 1     | Vittoria  |
| 2014 | Gruppo II, Playoff promozione Finale     | 8 febbraio  | Astana (KAZ)       | Filippine     | 2 – 1     | Vittoria  |
| 2015 | Gruppo I, Fase a gironi                  | 4 febbraio  | Canton (CHN)       | Uzbekistan    | 0 – 3     | Sconfitta |
| 2015 | Gruppo I, Fase a gironi                  | 5 febbraio  | Canton (CHN)       | Giappone      | 0 – 3     | Sconfitta |
| 2015 | Gruppo I, Fase a gironi                  | 6 febbraio  | Canton (CHN)       | Corea del Sud | 0 – 3     | Sconfitta |
| 2015 | Gruppo I, Play-out                       | 7 febbraio  | Canton (CHN)       | Taipei cinese | 1 – 2     | Sconfitta |